# 단면 이차 모멘트
단면 이차 모멘트(斷面二次 - ) 또는 단면의 관성모멘트(area moment of inertia), 또는 간단히 관성모멘트(moment of inertia)는 휨 또는 처짐에 대한 저항을 예측하는 데 사용되는 단면의 성질을 뜻한다. 비틀림에 대한 저항을 나타내는 극 관성 모멘트와 비슷하다. 탄성 계수를 E라 할 때, EI를 휨강성이라고 하는데, 휨강성이 큰 부재는 구조적으로 안전하다.
단면 이차 모멘트는 각가속도를 계산하는 데 쓰이는 관성모멘트와는 다르다. 공학에서는 보통 단면 이차 모멘트를 관성모멘트라고 부르며 기호도 {\displaystyle I}로 같게 사용한다. 어떠한 관성(가속도인지 휨인지)에 대한 것인지는 문맥에서나 단위를 확인하면 된다. 정다각형의 도심을 지나는 축에 대한 단면 이차 모멘트는 축의 회전에 상관없이 모두 동일한 값을 가진다.

## 정의
{\displaystyle I_{x}=\int _{A}y^{2}dA}
{\displaystyle I_{y}=\int _{A}x^{2}dA}
- x - y 축에서부터 면적 요소 도심까지 수직 거리
- Ix - x 축에 대한 단면 이차 모멘트
- dA - 면적 요소
- y - x 축에서부터 면적 요소 도심까지 수직 거리
- Iy - y 축에 대한 단면 이차 모멘트
- dA - 면적 요소

## 단위
단면 이차 모멘트는 국제 단위로 네제곱 미터(m4)를 사용한다. 야드파운드법과 미국 단위계에서는 네제곱 인치(in.4)도 사용된다.

## 합성 단면의 단면 이차 모멘트
합성 단면의 단면 이차 모멘트는
{\displaystyle I_{xx}=\Sigma \ y^{2}A+I_{local}}
로 주어진다.
단, 이 공식은 단면이 x 축에 대해 대칭일 경우에 적용하며, 그렇지 않은 경우에 xx, yy 및 xy축에 대한 단면 이차 모멘트는 다음과 같다.
{\displaystyle I_{yy}=\Sigma \ x^{2}A+I_{local}}
{\displaystyle I_{xy}=\Sigma \ yxA}
- A - 해당 부분의 단면적

{\displaystyle I_{local}}은 합성 단면 중 해당 부분의 단면 이차 모멘트이다.

## 평행축 정리
중립축과 평행한 임의의 축 x'에 대한 단면 이차 모멘트는 다음과 같이 주어진다.
{\displaystyle I_{x'}=I_{x}+Ad^{2}}
- Ix' - x' 축에 대한 단면 이차 모멘트
- Ix - x' 축과 평행하고 단면의 도심을 지나는 축 x에 대한 단면 이차 모멘트 (중립축과 일치)
- A - 단면의 넓이
- d - 축 사거리

## 대표적인 도형에 대한 단면 이차 모멘트
I0는 도심을 지나는 축에 대한 단면 이차 모멘트, I는 도심을 지나는 축에 평행한 축에 대한 단면 이차 모멘트라고 하면,
| 설명                                                          | 그림 | 단면 이차 모멘트                               | 비고 |
| ------------------------------------------------------------- | ---- | ---------------------------------------------- | --- |
| 반지름 {\displaystyle r\,}(지름 D)인 원                       |      | {\displaystyle I_{0}=\pi r^{4}/4=\pi D^{4}/64} | |
| 너비 {\displaystyle b\,}, 높이 {\displaystyle h\,}인 직사각형 |      | {\displaystyle I_{0}=bh^{3}/12\,}              | |
| 너비 {\displaystyle b\,}, 높이 {\displaystyle h\,}인 직사각형 |      | {\displaystyle I=bh^{3}/3\,}                   | 단면의 밑변을 지나는 축에 대한 값.                                                                                      |
| 밑변 {\displaystyle b\,}, 높이 {\displaystyle h}인 삼각형     |      | {\displaystyle I_{0}=bh^{3}/36\,}              | |
| 밑변 {\displaystyle b\,}, 높이 {\displaystyle h}인 삼각형     |      | {\displaystyle I=bh^{3}/12\,}                  | 단면의 밑변을 지나는 축에 대한 값. 평행축 정리를 이용해 구할 수 있음(도심으로부터 축까지의 거리 {\displaystyle h/3\,}). |

## 들보의 응력
들보의 오일러-베르누이 들보 방정식은 다음과 같다.
{\displaystyle {\sigma }={\frac {M}{I_{x}}}y}
- σ - 휨 응력
- M - 단면에 가해지는 휨모멘트
- y - 단면 중립축으로부터 휨응력을 구하고자 하는 지점까지 수직거리
- Ix - 중립축(x 축)에 대한 단면 이차 모멘트

## 같이 보기
- 극관성 모멘트
- 단면 일차 모멘트
- 단면계수

## 참고 문헌
- 전찬기, 이종헌, 정환호, 김운학, 김경진 (2015). 《토목기사 과년도 시리즈 응용역학》. 성안당. 78, 84-85, 87쪽. ISBN 978-89-315-6807-3.
- Gere, Goodno. 《SI 재료역학》 8판. 센게이지 러닝 코리아.